# Toni Anguera
Antoni Anguera, més conegut com a Toni Anguera o ‘Xato’ Anguera (Vic, Osona, 1946 - 2025) va ser una fotògraf, excursionista i activista català.
Resident a Gurb i fotògraf de professió, Toni Anguera, fou una persona molt coneguda a la comarca pel seu activisme en defensa de la independència de Catalunya i per la seva afició a la muntanya i a l'excursionisme, havent estat un dels referents del muntanyisme català. El 2022 va rebre el reconeixement d'Òmnium Cultural, organització de la qual formava part.
L'any 2004 va rebre l'Ensenya d'Or de la Federació d'Entitats Excursionistes de Catalunya (FEEC), reconeixent així la seva tasca com a president a la Unió Excursionista de Vic, i també per ser un dels impulsors de l'Olla de Núria, una de les curses de muntanya de referència del país, així com d'altres esdeveniments excursionistes, com la Marxa dels Vigatans.